# Crossword Puzzle
Crossword Puzzle är ett pusselspel till Nintendo DS, släppt 23 mars 2006. Utvecklat av Hudson Soft.